# La Vie privée des animaux
La Vie privée des animaux est une série télévisée française en 19 épisodes, créée et réalisée par Patrick Bouchitey et diffusée le 20 avril 1990 sur Canal+. Patrick Bouchitey met bout à bout des scènes de documentaires animaliers et double les voix des animaux de façon humoristique.
Le gag de départ, diffusé sur le petit écran, eut un tel succès qu'on lui demanda des suites. Il produit ainsi une série d'épisodes en 1990, qui parurent sur les chaînes de télévision française dans les années qui suivirent, notamment dans l'émission Caméras indiscrètes en 1992 sur Antenne 2.

## Acteurs invités
- Zabou Breitman
- Bernard Crombey
- Mario D'Alba

## Produits dérivés

### DVD
- La Vie privée des animaux - Volumes 1 & 2 [2]